# Pete George
Pete George   (Akron, 29 de juny de 1929 - 28 de juliol de 2021) va ser un aixecador estatunidenc, guanyador de tres medalles olímpiques.

## Biografia
Va néixer el 29 de juny de 1929 a la ciutat d'Akron, població situada a l'estat d'Ohio, fill d'immigrants macedonis. Era germà del també aixecador i medallista olímpic Jim George.

## Carrera esportiva
Va participar, als 19 anys, en els Jocs Olímpics d'Estiu de 1948 celebrats a Londres, on va aconseguir guanyar la medalla de plata en la prova masculina de pes mitjà (<75 kg). En els Jocs Olímpics d'Estiu de 1952 realitzats a Hèlsinki (Finlàndia) va aconseguir la medalla d'or en aquesta mateixa prova, un metall que es transformà novament en plata en els Jocs Olímpics d'Estiu de 1956 realitzats a Melbourne (Austràlia).
Al llarg de la seva carrera va guanyar set medalles en el Campionat del Món d'halterofília, cinc d'elles d'or, i dues medalles en els Jocs Panamericans.